# César/Bester Nachwuchsdarsteller

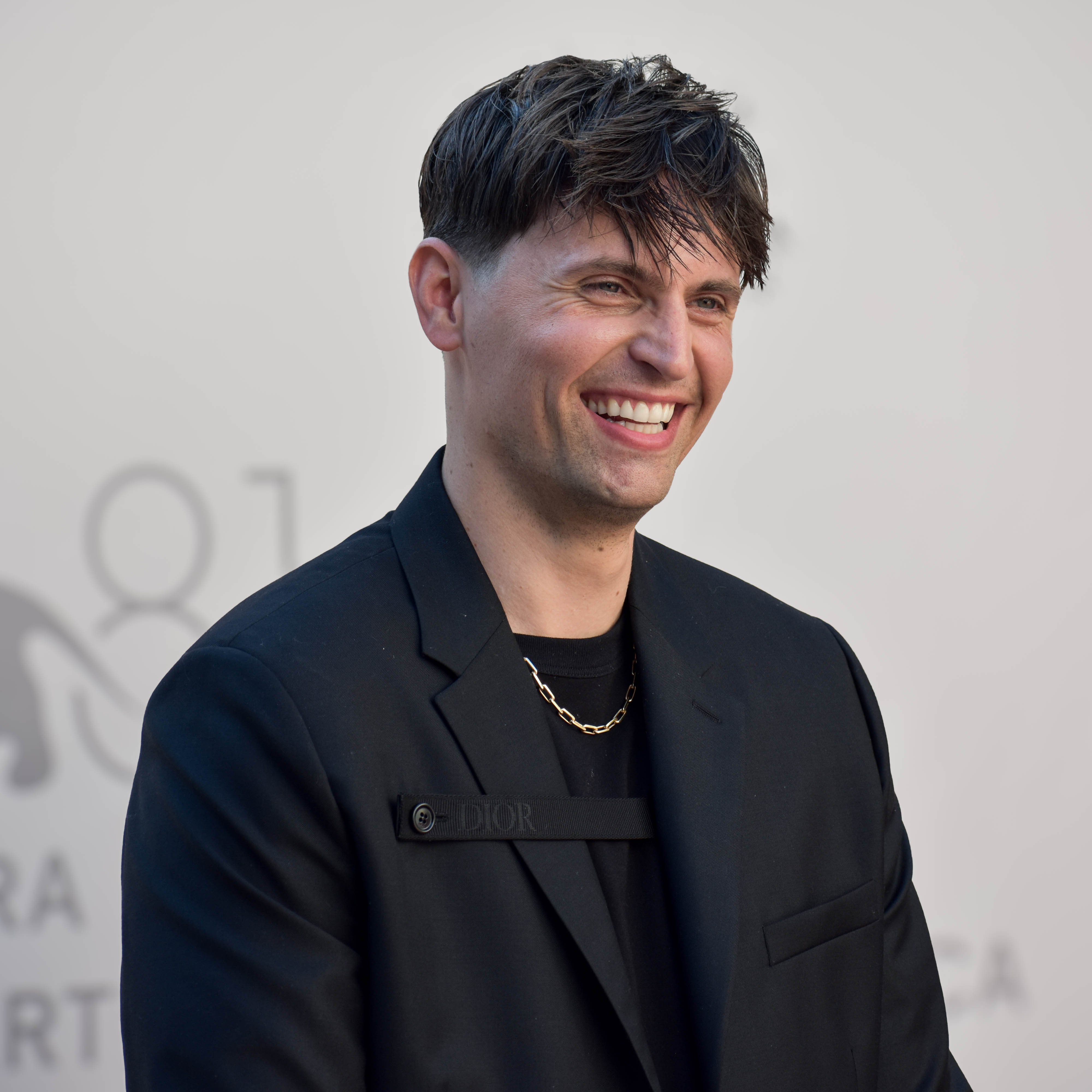
Preisträger 2024: Raphaël Quenard für Schrottplatzköter

Der César in der Kategorie Bester Nachwuchsdarsteller (Meilleur espoir masculin, früher Meilleur jeune espoir masculin) wird seit 1983 verliehen. Die Mitglieder der Académie des Arts et Techniques du Cinéma vergeben ihre Auszeichnungen für die besten Filmproduktionen und Filmschaffenden rückwirkend für das vergangene Kinojahr.
Am erfolgreichsten in dieser Kategorie ist der französische Schauspieler Malik Zidi, der viermal (2001, 2003, 2005, 2007) für den César nominiert war und ihn 2007 gewann. Seriensieger blieben im Gegensatz zu den Kategorien Bester Haupt- und Nebendarsteller bisher aus.
Die unten aufgeführten Filme werden mit ihrem deutschen Verleihtitel (sofern vorhanden) angegeben, danach folgt in Klammern in kursiver Schrift der französische Originaltitel. Die Nennung des französischen Originaltitels entfällt, wenn deutscher und französischer Filmtitel identisch sind. Die Gewinner stehen hervorgehoben an erster Stelle.

## 1980er-Jahre
1983
Christophe Malavoy – Family Rock
- Jean-Paul Comart – La Balance – Der Verrat (La balance)
- Tchéky Karyo – La Balance – Der Verrat (La balance)
- Dominique Pinon – Die Wiederkehr des Martin Guerre (Le retour de Martin Guerre)

1984
Richard Anconina – Am Rande der Nacht (Tchao pantin)
- Jean-Hugues Anglade – Der verführte Mann – L’Homme blessé (L’homme blessé)
- François Cluzet – Vive la sociale
- Jacques Penot – Der Schrei nach Leben (Au nom de tous les miens)

1985
Pierre-Loup Rajot – Souvenirs, Souvenirs (Souvenirs, souvenirs)
- Xavier Deluc – La triche
- Hippolyte Girardot – Le bon plaisir – Eine politische Liebesaffäre (Le bon plaisir)
- Benoît Régent – Gefährliche Züge (La diagonale du fou)

1986
Wadeck Stanczak – Rendez-Vous (Rendez-vous)
- Lucas Belvaux – Hühnchen in Essig (Poulet au vinaigre)
- Jacques Bonnaffé – Die Versuchung von Isabelle (La tentation d’Isabelle)
- Kader Boukhanef – Tee im Harem des Archimedes (Le thé au harem d'Archimède)
- Jean-Philippe Écoffey – Das freche Mädchen (L’effrontée)

1987
Isaac de Bankolé – Black Mic-Mac (Black mic-mac)
- Cris Campion – Piraten (Pirates)
- Jean-Philippe Écoffey – Nachtstreife (Gardien de la nuit)
- Rémi Martin – Ehrbare Ganoven (Conseil de famille)

1988
Thierry Frémont – Schnittwunden (Travelling avant)
- Cris Campion – Champ d’honneur
- Pascal Légitimus – Die Beduinen von Paris (L’œil au beurre noir)
- François Négret – Auf Wiedersehen, Kinder (Au revoir les enfants)

1989
Stéphane Freiss – Chouans! – Revolution und Leidenschaft (Chouans!)
- Laurent Grévill – Camille Claudel
- Thomas Langmann – Schwellenjahre (Les années sandwiches)
- François Négret – Lärm und Wut (De bruit et de fureur)

## 1990er-Jahre
1990
Yvan Attal – Eine Welt ohne Mitleid (Un monde sans pitié)
- Jean-Yves Berteloot – Champagner der Liebe (Baptême)
- Thierry Fortineau – Eine Sommergeschichte (Comédie d’été)
- Melvil Poupaud – Eine Frau mit 15 (La fille de quinze ans)
- Philippe Volter – Dunkle Leidenschaft (Les bois noirs)

1991
Gérald Thomassin – Der kleine Gangster (Le petit criminel)
- Alex Descas – Scheiß auf den Tod (S’en fout la mort)
- Marc Duret – Nikita
- Vincent Perez – Cyrano von Bergerac (Cyrano de Bergerac)
- Philippe Uchan – Das Schloß meiner Mutter (Le château de ma mère)

1992
Manuel Blanc – Ich küsse nicht (J’embrasse pas)
- Guillaume Depardieu – Die siebente Saite (Tous les matins du monde)
- Laurent Grévill – Das Jahr des Erwachens (L’année de l’éveil)
- Thomas Langmann – Paris erwacht (Paris s’éveille)
- Chick Ortega – Tolle Zeiten (Une époque formidable)

1993
Emmanuel Salinger – Die Wache (La sentinelle)
- Xavier Beauvois – Nord
- Grégoire Colin – Olivier (Olivier, Olivier)
- Olivier Martinez – IP5 – Insel der Dickhäuter (IP5 - L’ile aux pachydermes)
- Julien Rassam – L’accompagnatrice

1994
Olivier Martinez – Eins, zwei, drei, Sonne (Un deux trois soleil)
- Guillaume Depardieu – Der Killer und das Mädchen (Cible émouvante)
- Mathieu Kassovitz – Lola liebts schwarzweiß (Métisse)
- Melvil Poupaud – Verrückt – nach Liebe (Les gens normaux n’ont rien d’exceptionnel)
- Christopher Thompson – Les marmottes

1995
Mathieu Kassovitz – Wenn Männer fallen (Regarde les hommes tomber)
- Charles Berling – Die Sandburg (Petits arrangements avec les morts)
- Frédéric Gorny – Wilde Herzen (Les roseaux sauvages)
- Gaël Morel – Wilde Herzen (Les roseaux sauvages)
- Stéphane Rideau – Wilde Herzen (Les roseaux sauvages)

1996
Guillaume Depardieu – Die Anfänger (Les apprentis)
- Vincent Cassel – Hass (La haine)
- Hubert Koundé – Hass (La haine)
- Olivier Sitruk – Der Lockvogel (L’appât)
- Saïd Taghmaoui – Hass (La haine)

1997
Mathieu Amalric – Ich und meine Liebe (Comment je me suis disputé… (ma vie sexuelle))
- Samuel Le Bihan – Hauptmann Conan und die Wölfe des Krieges (Capitaine Conan)
- Benoît Magimel – Diebe der Nacht (Les voleurs)
- Bruno Putzulu – Aveux de l’innocent
- Philippe Torreton – Hauptmann Conan und die Wölfe des Krieges (Capitaine Conan)

1998
Stanislas Merhar – Eine saubere Affäre (Nettoyage à sec)
- Sacha Bourdo – Western
- Vincent Elbaz – Singles unterwegs (Les randonneurs)
- José Garcia – Lügen haben kurze Röcke (La vérité si je mens!)
- Sergi López – Western

1999
Bruno Putzulu – Schule der Verführung (Petits désordres amoureux)
- Lionel Abelanski – Zug des Lebens (Train de vie)
- Guillaume Canet – Verhängnisvolles Alibi (En plein cœur)
- Romain Duris – Gadjo Dilo – Geliebter Fremder (Gadjo dilo)
- Samy Naceri – Taxi

## 2000er-Jahre
2000
Éric Caravaca – C’est quoi la vie?
- Clovis Cornillac – Karnaval
- Romain Duris – Peut-être
- Laurent Lucas – Hoch die Herzen (Haut les cœurs!)
- Robinson Stévenin – Mauvaises fréquentations

2001
Jalil Lespert – Der Jobkiller (Ressources humaines)
- Jean-Pierre Lorit – Une affaire de goût
- Boris Terral – Der König tanzt (Le roi danse)
- Cyrille Thouvenin – Man liebt es unentschieden (La confusion des genres)
- Malik Zidi – Tropfen auf heiße Steine (Gouttes d’eau sur pierres brûlantes)

2002
Robinson Stévenin – Mauvais genres
- Eric Berger – Tanguy – Der Nesthocker (Tanguy)
- Stefano Cassetti – Roberto Succo
- Grégori Derangère – Die Offizierskammer (La chambre des officiers)
- Jean-Michel Portal – Die Offizierskammer (La chambre des officiers)

2003
Jean-Paul Rouve – Monsieur Batignole
- Lorànt Deutsch – 3 zéros
- Morgan Marinne – Der Sohn (Le fils)
- Gaspard Ulliel – Küss mich, wenn du willst (Embrassez qui vous voudrez)
- Malik Zidi – Un moment de bonheur

2004
Grégori Derangère – Bon Voyage
- Nicolas Duvauchelle – Es brennt in mir (Les corps impatients)
- Pascal Elbé – Père et fils
- Grégoire Leprince-Ringuet – Die Flüchtigen (Les égarés)
- Gaspard Ulliel – Die Flüchtigen (Les égarés)

2005
Gaspard Ulliel – Mathilde – Eine große Liebe (Un long dimanche de fiançailles)
- Osman Elkharraz – L’Esquive (L’esquive)
- Damien Jouillerot – Das Alphabet des Lebens (Les fautes d’orthographe)
- Jérémie Renier – Eine einmalige Chance (Violence des échanges en milieu tempéré)
- Malik Zidi – Changing Times

2006
Louis Garrel – Unruhestifter (Les amants réguliers)
- Walid Afkir – Caché
- Adrien Jolivet – Zim and co.
- Gilles Lellouche – Love Is in the Air (Ma vie en l’air)
- Aymen Saïdi – Saint Jacques… Pilgern auf Französisch (Saint-Jacques… La Mecque)

2007
Malik Zidi – Les amitiés maléfiques
- Georges Babluani – 13 Tzameti
- Rasha Bukvic – La Californie
- Arié Elmaleh – L’école pour tous
- Vincent Rottiers – Hotel Marysol (Le Passager)
- James Thiérrée – Wir verstehen uns wunderbar (Désaccord parfait)

2008
Laurent Stocker – Zusammen ist man weniger allein (Ensemble, c’est tout)
- Nicolas Cazalé – Der fliegende Händler (Le fils de l’épicier)
- Grégoire Leprince-Ringuet – Chanson der Liebe (Les chansons d’amour)
- Johan Libéreau – Wir waren Zeugen (Les témoins)
- Jocelyn Quivrin – 39,90 (99 francs)

2009
Marc-André Grondin – C’est la vie – So sind wir, so ist das Leben (Le premier jour du reste de ta vie)
- Ralph Amoussou – Aide-toi, le ciel t’aidera
- Laurent Capelluto – Ein Weihnachtsmärchen (Un conte de Noël)
- Grégoire Leprince-Ringuet – Das schöne Mädchen (La belle personne)
- Pio Marmaï – C’est la vie – So sind wir, so ist das Leben (Le premier jour du reste de ta vie)

## 2010er-Jahre
2010
Tahar Rahim – Ein Prophet (Un prophète)
- Fyrat Ayverdi – Welcome
- Adel Bencherif – Ein Prophet (Un prophète)
- Vincent Lacoste – Jungs bleiben Jungs (Les beaux gosses)
- Vincent Rottiers – Je suis heureux que ma mère soit vivante

2011
Édgar Ramírez – Carlos – Der Schakal (Carlos)
- Arthur Dupont – Bus Palladium
- Grégoire Leprince-Ringuet – Die Prinzessin von Montpensier (La princesse de Montpensier)
- Pio Marmaï – D’amour et d’eau fraîche
- Raphaël Personnaz – Die Prinzessin von Montpensier (La princesse de Montpensier)

2012
Grégory Gadebois – Angèle und Tony (Angèle et Tony)
- Nicolas Bridet – Tu seras mon fils
- Guillaume Gouix – Jimmy Rivière
- Pierre Niney – J’aime regarder les filles
- Dimitri Storoge – A Gang Story – Eine Frage der Ehre (Les Lyonnais)

2013
Matthias Schoenaerts – Der Geschmack von Rost und Knochen (De rouille et d’os)
- Félix Moati – Télé gaucho
- Kacey Mottet Klein – Winterdieb (L’enfant d’en haut)
- Pierre Niney – Comme des frères
- Ernst Umhauer – In ihrem Haus (Dans la maison)

2014
Pierre Deladonchamps – Der Fremde am See (L’inconnu du lac)
- Paul Bartel – Les petits princes
- Paul Hamy – Die unerschütterliche Liebe der Suzanne (Suzanne)
- Vincent Macaigne – La fille du 14 juillet
- Nemo Schiffman – Madame empfiehlt sich (Elle s’en va)

2015
Kévin Azaïs – Liebe auf den ersten Schlag (Les combattants)
- Ahmed Dramé – Die Schüler der Madame Anne (Les héritiers)
- Kirill Jemeljanow – Eastern Boys – Endstation Paris (Eastern Boys)
- Pierre Rochefort – Un beau dimanche
- Marc Zinga – Qu’Allah bénisse la France

2016
Rod Paradot – La tête haute
- Swann Arlaud – Les anarchistes
- Quentin Dolmaire – Meine goldenen Tage (Trois souvenirs de ma jeunesse)
- Félix Moati – À trois on y va
- Finnegan Oldfield – Les cowboys

2017
Niels Schneider – Schwarzer Diamant (Diamant noir)
- Jonas Bloquet – Elle
- Damien Bonnard – Haltung bewahren! (Rester vertical)
- Corentin Fila – Mit Siebzehn (Quand on a 17 ans)
- Kacey Mottet Klein – Mit Siebzehn (Quand on a 17 ans)

2018
Nahuel Pérez Biscayart – 120 BPM (120 battements par minute)
- Benjamin Lavernhe – Das Leben ist ein Fest (Le sens de la fête)
- Finnegan Oldfield – Marvin (Marvin ou la belle éducation)
- Pablo Pauly – Lieber leben (Patients)
- Arnaud Valois – 120 BPM (120 battements par minute)

2019
Dylan Robert – Sheherazade – Eine Liebe in Marseille (Shéhérazade)
- Anthony Bajon – Auferstehen (La prière)
- Thomas Gioria – Nach dem Urteil (Jusqu’à la garde)
- William Lebghil – Das erste Jahr (Première année)
- Karim Leklou – Die Welt gehört dir (Le monde est à toi)

## 2020er-Jahre
2020
Alexis Manenti – Die Wütenden – Les Misérables (Les misérables)
- Anthony Bajon – Das Land meines Vaters (Au nom de la terre)
- Benjamin Lesieur – Alles außer gewöhnlich (Hors normes)
- Liam Pierron – La vie scolaire – Schulalltag (La vie scolaire)
- Djebril Zonga – Die Wütenden – Les Misérables (Les misérables)

2021
Jean-Pascal Zadi – Einfach schwarz (Tout simplement noir)
- Guang Huo – La nuit venue
- Félix Lefebvre – Sommer 85 (Été 85)
- Benjamin Voisin – Sommer 85 (Été 85)
- Alexandre Wetter – Miss Beautiful (Miss)

2022
Benjamin Voisin – Verlorene Illusionen (Illusions perdues)
- Sandor Funtek – Suprêmes
- Sami Outalbali – Eine Geschichte von Liebe und Verlangen (Une histoire d’amour et de désir)
- Thimotée Robart – Die Magnetischen (Les magnétiques)
- Makita Samba – Wo in Paris die Sonne aufgeht (Les Olympiades)

2023
Bastien Bouillon – In der Nacht des 12. (La nuit du 12)
- Stefan Crepon – Peter von Kant
- Dimitri Doré – Bruno Reidal – Geständnis eines Mörders (Bruno Reidal)
- Paul Kircher – Der Gymnasiast (Le lycéen)
- Aliocha Reinert – Softie (Petite nature)

2024
Raphaël Quenard – Schrottplatzköter (Chien de la casse)
- Julien Frison – Die Gleichung ihres Lebens (Le théorème de Marguerite)
- Paul Kircher – Animalia (Le règne animal)
- Samuel Kircher – Im letzten Sommer (L’été dernier)
- Milo Machado-Graner – Anatomie eines Falls (Anatomie d’une chute)

2025
Abou Sangare – L’histoire de Souleymane
- Adam Bessa – Die Schattenjäger (Les fantômes)
- Malik Frikah – L’amour ouf
- Félix Kysyl – Misericordia (Miséricorde)
- Pierre Lottin – Die leisen und die großen Töne (En fanfare)